# Maria Dobrowolska (archiwistka)
Maria Dobrowolska (ur. 2 marca 1911 w Dęblinie, zm. 1942 w Ravensbrück) – archiwistka polska, uczestniczka konspiracji antyhitlerowskiej.
Była córką Bolesława i Marii z Nowickich. W 1931 ukończyła 8-klasowe prywatne gimnazjum Wacławy Arciszewskiej w Lublinie i rozpoczęła studia historyczne na Wydziale Humanistycznym Katolickiego Uniwersytetu Lubelskiego. Dyplom magistra filozofii uzyskała w 1937 po przedstawieniu pracy Rysy gospodarcze i obyczajowe ziemi chełmskiej w I połowie XVII wieku. W jej aktach uczelnianych zachowała się opinia kierownika Katedry Historii Polski prof. Leona Białkowskiego, iż była studentką "staranną i pilną". Po studiach rozpoczęła pracę w Archiwum Miejskim w Lublinie, kontynuując to zatrudnienie także w latach okupacji pod kierunkiem Kazimiery Gawareckiej.
W latach okupacji uczestniczyła w konspiracji antyhitlerowskiej jako żołnierz Obwodu Związku Walki Zbrojnej Lublin-Miasto; aresztowana 23 września 1941, więziona była na zamku w Lublinie, skąd trafiła do obozu koncentracyjnego Ravensbrück. Została rozstrzelana wraz z grupą innych działaczek konspiracji z Lublina w pierwszych miesiącach 1942, według Wandy Kiedrzyńskiej (Ravensbrück, kobiecy obóz koncentracyjny, Warszawa 1961, s. 182) 10 lutego 1942 (W. Kiedrzyńska wymienia Dobrowolską jako członkinię Komendy Obrońców Polski), według Słownika uczestniczek walki o niepodległość Polski 18 kwietnia 1942.